# Dekubitus
Dekubitus (lat. decumbere = ležati) bolest je koja nastaje pritiskom na određeni dio tijela ležanjem ili sjedenjem, točnije, prilikom jakog i dužeg pritiska na određeni dio tkiva na tijelu, čime se prekida cirkulacija krvi i kisika u tome dijelu tijela te koža na tome dijelu postaje čvrsta i crvena ili mekana i ljubičastoplave boje.
Kako se prekida protok krvi u tom određenom dijelu tijela, također se smanjuje i protok krvi kroz neke organe zbog stezanja ili začepljenja krvne žile (ishemija), a tamo gdje krv ne cirkulira, dolazi do nakupljanja bakterija jer takvo područje bez potrebne cirkulacije krvi uvijek je povoljno mjesto za razmnožavanje bakterija. Jedne od bakterija koje se razvijaju u takvome području jesu Staphylococcus aureus i Proteus.

## Epidemiologija
Počevši od nastanka čovjekove vrste dekubitusi su prisutni kod većine bolesnika s ograničenom pokretljivošću. Tragovi dekubitusa uočeni su na egipatskim mumijama i prvi put opisani u medicinskoj literaturi u 19. stoljeću.
Osobe koje nisu sposobne spriječiti neprekidni pritisak čvrste podloge na tkiva, stalno su pod povećanim rizikom od dekubitusa. To se događa kod pacijenata koji su u odmakloj životnoj dobi, kod osoba s neurološkim problemima i kod onih koji su zbog akutne bolesti primljeni u bolnicu. Ovakve osobe ne mogu se štititi od pojave dekubitusa bilo zbog toga što same ne mogu mijenjati položaj tijela ili zato što neredovito i napravilno primaju tuđu pomoć koja im je nužna za obavljanje određenih pokreta ili promjenu položaja tijela.
Dekubitusi su najzastupljeniji u bolnicama (oko 60%), zatim slijede po učestalosti ustanove socijalne skrbi (gerontološki centri). U kućnim uvjetima dekubitus se nešto rjeđe javlja; vjerojatno zbog bolje brige i njege ukućana (oko 9-20%). 
Unutar akutne faze liječenja nepokretnih bolesnika, dekubitus se javlja u 0,4% do 38% slučajeva, u sklopu dugoročnog liječenja u 2,2% do 23/9%; i kućnoj njezi, 0% do 17%. U prevalenciji ova bolest ima široku varijaciju: 10% do 18% u akutnoj fazi, 2,3% do 28% u kroničnoj fazi njege, i 0% do 29% u kućnoj njezi. Pojava dekubitusa u jedinicama intenzivne njege zbog imunokompromitujućih faktora, raste na 40% liječenih bolesnika.

## Mehanizam nastanka
U nastanku dekubitusa dominiraju tri glavna mehanizma:
- pritisak

Pritisak je najvažniji faktor u razvoju dekubitusa, naročito kada se on javlja iznad koštanih dijelova. Vanjski pritisak na tkiva izaziva kompresiju i distoriziju najmanjih krvnih žila. Ako je tlak viši od kapilarnog tlaka, kao posljedica nastaje okluzija krvnih žila. Kapilare se zatvaraju ako tlak poraste preko 32 mmHg. 
- micanje

Micanje nastaje ako pacijent klizi naniže u krevetu ili stolici. Sile micanja dovode do prelamanja, istezanja ili kidanja malih krvnih žila, što ima za posljedicu prekid dotok krvi i pojavu ishemije. Ako je ishemija produžena, ona izaziva endotelijalna oštećenja, nastaje tromboza i dolazi do smrti stanica. 
- trenje

Trenje se opisuje kao sila koja se stvara kada dvije površine klize jedna preko druge, u ovom slučaju kože o plahtu, postelju, invalidska kolica itd. Ovim mehanizmom nastaje površna ozljeda kao što je oguljotina epidermisa.
Bilo koji od navedenih mehanizama dovodi do okluzija (začepljenje) mikrocirkulacije izazivajući ishemiju (nedovoljnog dotok krvi u tkiva), inflamaciju i hipoksiju tkiva (nedostatka kisika u tkiva), što za posljedicu ima smrt stanica, pojavu nekroze i kroničnih rana (ulceracija).

## Etiologija
Mnogi čimbenici utječu na pojavu dekubitusa, ali tlak koji dovodi do ishemije je osnovni mehanizam. Tkiva su sposobna da izdrže veliki pritisak ako traje kratko, ali produženi tlak neznatno iznad kapilarnog započinje procese koji vode ka ulceraciji.
Navodi se nekoliko najznačajnijih uzročnika.
- Smanjena pokretljivost kao vrlo važan faktor. Neurološki pacijenti, sedirani, ili dementi bolesnici su nesposobni da sami mijenjaju položaj tijela i sami smanje pritisaka. Kod ovih bolesnika, paraliza mišića dovodi do smanjenje njihove mase, što ima za posljedicu gubitak zaštitnog sloja između kostiju i kože.
- Kontraktura i spasticitet često doprinose razvoju dekubitusa, zbog stalne izloženosti istih dijelova tijela pritisku.
- Gubitak osjećaja doprinosi pojavi dekubitusa jer isključuje jedan od najvažnijih upozoravajućih signala: bol.
- Pothranjenost, hipoproteinemija i anemije povećavaju vulnerabilnost kože i produžavaju vrijeme zarastanja rana.
- Bakterijska zagađenja zbog neadekvatne njege kože (između ostalog i zbog inkontinencije) i pad obrambenih (imunoloških) mehanizama na indirektan način doprinosi razvoju i otežano zarastanju dekubitusa.[3]

## Klinička slika
U kliničkoj slici dekubitusa dominira lokalizacija promjena na regijama tijela koje su izložene pritisku o tvrdu, mokru i/ili neravno podlogu, tj. na izbočenim dijelovima tijela, koje stvara slabinski dio kralježnice, sedalna kost, zglob kuka, članak, koljena ili laktovi, kao i na područjima na kojima je slabije razvijeno masno tkivo.
U nastanku i razvoju kliničke slike razlikujemo sljedeće stadije dekubitusa:
- I. stadij - Pojava crvenila s edemom. To stanje obično nastaje nakon dva do tri sata pritiska na istom mjestu. Bolesnik osjeća bol, svrab ili toplinu u području tlaka. Nema ranu, a crvenilo ne nestaje kada se pritisne. Temperatura kože se razlikuje od okolne kože. U ovom stadiju promjene su još reverzibilne.
- II. stadij - Na zahvaćenim dijelu kože a djelomično i potkožnom tkivu, javljaju se mjehurići. Postoji i alteracija stanica u epidermu (vanjski sloj kože). Koža dobiva purpurno plavu boju. Oštećenja još nisu konačna.
- III. stadij - Pojava smeđe boje i nekroze tkiva u zahvaćenim području s vidljivim mišićima. Ovaj stadij prati obavezna pojava infekcija. Koža poprima sve više crnu boju i postaje vrlo suha. Klinički, ovaj stadiju karakterizira pojava kratera, s ili bez okolnog tkiva i značajna oštećenja tkiva koja su ireverzibilna.
- IV. stadij - karakteriziraju duboki čirevi, s potpuno razorenim mišićima i vidljivim dijelovima kosti. Ovaj stadij također karakterizira obvezna infekcija, pojava šupljina u vidu sinusa i ireverzibilne promjene.
- V. stadij - stadij umnožavanja čireva (ulceracija), u različitim stadijima razvoja.

Oko 75% dekubitusa u II. stadiju mogu se izliječiti u roku od osam tjedana, samo 62% u IV. stadija dekubitusa mogu se ikada izliječiti, a samo kod 52% bolesnika izlječenje nastaje u roku od jedne godine.
Klinička slika dekubitusa je najučestalija među bolesnicima s ozljedom kralježnice, ali se sreće i kod  komatoznih bolesnika, pothranjenih osoba, dijabetičara, neuroloških, psihijatrijskih i onkoloških bolesnika. Među kirurški liječenim bolesnicima na Vojnomedicinskoj akademiji u Beogradu, (četrdesetogodišnja studija), oboljelih od dekubitalnih ulkusa III. i IV. stadija, blizu 95% bolesnika imalo je dekubituse na donjem dijelu tijela, 75% u karličnoj regiji, a 20% na donjim ekstremitetima.

## Komplikacije
Kao najčešće komplikacije kod dekubitalnih ulceracija navode se sljedeći poremećaji: 
- infekcija,
- dehidracija,
- anemije,
- hidroelktrolitski dizbalans,
- obilan gubitak proteina,
- sepsa (u III. i IV. stadiju ulceracija),
- osteomielitis, te
- malignizacija ulceracija (karcinomatoza).

## Liječenje
Liječenje dekubitusa je veoma složen i dug proces koji zahtijeva multidisciplinaran pristup i angažiranje liječnika različitih specijalnosti: dermatologa, kirurga, internista (kardiologa, endokrinologa), urologa, neurologa, fizijatra, srednjemedicinskog kadra i pomoćnog medicinskog osoblja.
Posebno važnu ulogu u liječenju oboljelih od dekubitusa ima medicinska sestra, koja bolesniku pruža svu potrebnu njegu, i ujedno provodi sve mjere prevencije. Zato liječenje dekubitusa spada među najskuplja liječenja u medicini, i jedno je od dugotrajnijih.
Liječenje dekubita može biti konzervativno i kirurško. 
- Konzervativno liječenje
  - česta preraspodjela tlaka na kritičnim područjima podmetanjem jastučića, primjena zavoja na ugroženim mjestima, uporaba specijalnih antidekubitalnih ležajeva i promjenu položaja bolesnika svaka dva sata,
  - svakodnevnu higijenu tijela, redovito mijenjanje posteljine i briga o naborima na posteljina i osobnom rublju,
  - redovita i pravilna prehrana, uz unos dovoljne količine bjelančevina, vitamina (posebno vitamina A i C), elemenata koji sudjeluju u transportu kisika (cink, željezo, bakar),
  - stalna kontrola infekcije, redovita dezinfekcija rane antiseptikom, kao i opće mjere (redovita upotreba lijekova i antibiotika prema antibiogramu), te
  - primjena različitih obloga i lokalnih lijekova, elektromagnetska terapija, UZV terapija, Vac terapija (liječenje negativnim tlakom) itd.

- Kirurško liječenje
  - radikalnog obrezivanja odumrlog tkiva,
  - osteotomije (uklanjanja upalno promijenjenih dijelova kosti),
  - zatvaranja defekta lokalnim kožnim ili mišićnim režnjevima.

## Prevencija
Sve dok postoji nekakav automatizam za mijenjanjem položaja kada se počne osjećati prekid cirkulacije te umrtvljenje tkiva, nema opasnosti od dekubitusa, ali se zato u slučaju ozljede leđne moždine gubi taj osjećaj automatizma mijenjanja položaja te tada može doći do dekubitusa.
Mjesta na koja posebno treba paziti prilikom sjedenja i ležanja jesu izbočeni dijelovi tijela, kao što su sjedaće kosti odnosno tuber, kukovi i pete.
Dekubitus se može spriječiti i zaliječiti prehranom koja se mora sastojati od kalcija, albumina i vitamina C.
Sean Dukelow razvio je Smart-E-Pants gaće koje blagim strujnim udarom svakih deset minuta imaju učinak kao da se pacijent miče - kontrahiraju mišiće i uzrokuju dovod krvi, te time efektivno sprječavaju dekubitus.